# Salix fuscescens
Salix fuscescens är en videväxtart som beskrevs av Anderss.. Salix fuscescens ingår i släktet viden, och familjen videväxter. Inga underarter finns listade i Catalogue of Life.